# Oeneis obscura
Oeneis obscura är en fjärilsart som beskrevs av Lingonblad 1944. Oeneis obscura ingår i släktet Oeneis och familjen praktfjärilar. Inga underarter finns listade i Catalogue of Life.